# Post SV Oppeln
Der Postsportverein Oppeln war ein deutscher Sportverein aus Oppeln. Die Feldhandballmannschaft der Männer nahm mehrmals an deutschen Meisterschaften teil. Die Fußballmannschaft stieg zur Saison 1940/41 in die zweitklassige Bezirksliga Oberschlesien West auf. Nach Neuordnung der Sportgaue spielte der Verein ab 1941 in der 1. Klasse Oberschlesien.
Mit Lieselotte Peter stellte der Verein eine Deutsche Meisterin in der Leichtathletik. Als südostdeutscher Feldhandballmeister 1933 qualifizierte sich der Post SV Oppeln für die Deutsche Feldhandball-Meisterschaft 1932/33. Nachdem 1933 Gauligen ebenfalls als oberste Spielklassen im Feldhandball eingeführt wurden, gewann der Verein 1935 und 1936 die Handball-Gauliga Schlesien und qualifizierte sich dadurch ebenfalls für die Deutsche Feldhandballmeisterschaft.

## Personen (Auswahl)
- Bernhard Kempa